# ヘイトレッド
『ヘイトレッド』（Hatred、直訳:「憎しみ」）は、ポーランドのディストラクティブ・クリエーションズが開発し、2015年6月1日に発売されたMicrosoft Windows用ゲームソフト。本作の主人公は人類を憎む精神病質的な大量殺人犯であり、一人でも多くの人間を殺すために「大量虐殺的な十字軍」を開始している。

## 概要
本作はニューヨークでの厭世的なソシオパスの大量殺人犯として、出来るだけ多くの人間を殺して"殺戮と言う名の聖戦"を遂行する内容のゲームである。
ポリティカル・コレクトネスや礼儀正しさ、鮮やかな色彩、芸術性を高めたゲームといった美的なものがもてはやされる風潮に一石を投じたいという想いから、本作を制作したと開発チームは語っている。
2014年のトレーラー公開の際、その内容から多くのゲーム関係のジャーナリストたちの間で議論を巻き起こした。発売を希望する開発者が情報を投稿し、それに対するユーザーの反応を基にSteamでの発売を決めるSteam Greenlightというサービスに本作の情報が投稿された際、暴力的表現故すぐに取り下げられたが、ゲイブ・ニューウェルの謝罪の一文とともに再投稿され、2014年12月29日に発売が決定したという声明が投稿された。
本作自体のゲーム性については、「単調だ」とか、「1997年に発売された『ポスタル』をはじめとする残酷ゲームのように過激なものを想像していたが拍子抜けした」といった否定的な評価が目立った。
2015年9月10日、本作のダウンロードコンテンツの無料配信がSteamで始まった。

## ゲームシステム
シューティングゲームである本作は、等角図を用いた画面構成となっており、プレイヤーは主人公を見下ろす形でゲームを進めていくことになる。
ただし、主人公が無力化した人間を"処刑"する場面では視点が変わり、"処刑"のアニメーションが大きく映し出される。
主人公は人間嫌いの大量殺人犯であり、"殺戮と言う名の聖戦"と称して、罪なき市民や警察官たちを次々に殺していく。
プレイヤーは一度に三つまでの武器を携行することができる他、様々な種類の手りゅう弾を用いたり、ミニマップ上の一部の車両を運転したりすることもできる。また、無力化した人間を"処刑"することで体力を回復させる仕組みとなっており、ゲーム内のサブクエストをこなすことにより、復活するためのポイントを得ることができる。もしポイントがない状態で死亡した場合は、最初からやり直す必要がある。

### ダウンロードコンテンツ
2015年9月10日に配信開始されたダウンロードコンテンツにはバグ修正やSteamカードへの対応のほかに、サバイバルモードやチートモード、サブクエスト及び新タイプのプレイヤーキャラクターなどが含まれている。
ダウンロードコンテンツではサバイバルモードやチートモードが追加されており、このうちチートモードでは “God Mode”や “Infinite Ammo”といった要素を楽しむことができる。
本編におけるプレイヤーキャラクターは長髪の男性だけだったのに対し、ダウンロードコンテンツのサバイバルモードではWidowamker（女性）・Recidivist （再犯者）・Psycho Cop（精神異常の警官）という異なるタイプの3人から選ぶことができる。
2016年2月13日のアップデートでSteam Workshopに対応したほか、MOD作成ツールおよびMODの制作例である「Hatred Valentine's Day Massacre」を配信した。「Hatred Valentine's Day Massacre」はその名の通り本作をバレンタイン仕様にした内容となっており、キャラクターがカラフルになったほか、出血エフェクトも色鮮やかなハートマークに置き換わっている。

## 開発
ポーランド共和国のグリヴィツェに拠点を置くディストラクティブ・クリエーションズの処女作である本作は、The Farm 51という別のゲーム会社の元スタッフを中心に開発された。
ディストラクティブ・クリエーションズの広報担当者である Przemysław Szczepaniakは日本のゲーム専門ニュースサイト「AUTOMATON」とのメールインタビューの中で、本作が映画やゲームブックなどあらゆるものから影響を受けていることを認めており、特に影響を受けた作品として『シン・シティ』やゲーム『ポスタル』などを挙げている。
2014年10月14日、ディストラクティブ・クリエーションズは本作の制作を発表し、その際発表されたトレーラーはゲーム専門のジャーナリストたちの間で物議をかもした。開発チームはポリティカル・コレクトネスを重んじるゲーム業界の風潮に一石を投じるために本作を制作したと語っており、色鮮やかさや礼儀正しさからほど遠いものにし、芸術性が高くならないようにして制作に取り組んだと語っている。
また、開発チームは、反骨精神にあふれた作品としてゲーム史に名を遺す作品として知られてほしいとしつつも、嘘くさい"哲学"の入っていない軽いゲームとして楽しんでもらえるように尽力したことも話した。
トレーラーの内容をあえて挑発的にした一方、大きな反響を起こし、ファンメールがたくさんくることについては想定していなかったと、ディストラクティブ・クリエーションズのCEOであるJarosław Zielińskiは話している。
また、彼はトレーラーの内容は規範の境界を超えるものではないとし、もしそのような意見に反対するのであれば、遊ばないという選択肢もあると話している。
Viceとのインタビューで、Zielińskiはダーク・アンビエント音楽を本作のBGMとして採用したと話しており、「何事も正当化するつもりはない、プレイヤーの皆さんには、なぜ彼がこういうことをするのか考えてほしい」としたうえで、キャラクターデザインをあえて不機嫌そうなものにしたと話している。
ゲームエンジンはUnreal Engine 4を搭載し、物理エンジンにはNVIDIAのPhysXを使っているが、Unrealの開発会社であるEpic Gamesの要請を受け、トレイラーからUnrealのロゴを外した。また、ニューヨーク警察にも問い合わせがあったため、本作に登場する警察のロゴにはモザイク処理が施された。
本作は、Microsoft Windows向けのソフトとして2015年初夏に発売するという予定がたてられた。
開発チームの規模が小さいため、対応プラットフォームはWindowsだけとなり、ディストラクティブ・クリエーションズはできればSteamやGOG.comで配信したいとしていた。
2014年12月15日、開発チームは本作の情報をSteam Greenlightに投稿したが、短時間で削除され、Steam側からディストラクティブ・クリエーションズに本作を発売するつもりがないというメッセージが届いた。
翌日、Steamの運営会社であるValve Corporationの代表者ゲイブ・ニューウェルから開発チームに宛て謝罪文が送られ、Steam Greenlight上に本作の情報が再び投稿された。
この出来事により注目を集めた結果、本作はSteam Greenlight上で最も希望票を集めた作品となり、12月29日には本作の発売が認められた。
2015年1月、北米のエンターテインメントソフトウェアレイティング委員会は、本作のレイティングをAO(Adults Only)とした。
ベスト・バイ、ウォルマートといったアメリカの流通大手は「AO」区分と判定されたソフトを取り扱わない方針をとっており、マイクロソフト、任天堂、SCEといったゲーム機製造会社も「AO」区分と判定されたソフトの制作・販売は原則として認めていない。また、映像ストリーミングサービスのTwitch.tvは、この区分に指定されたソフトの配信を禁じている。
Windows版『マンハント2』、発売中止となった『Thrill Kill』に続き、露骨な性的表現ではなく極めて強い暴力表現を理由にこの区分に判定されたソフトは本作で3本目となる。
開発チームの一人はこの区分に納得がいかず、「AO区分となると本作に性的なイメージを抱かれる」と不満を漏らし、「本作は、暴言と暴力だけを理由にAO指定された2番目のゲームとしてゲーム史上に残るだろう。本作における暴力がさして過激なものでなく、汚い言葉がそこまでたくさん使われなかったとしても、だ。」と話している。
また、ディストラクティブ・クリエーションズのDC_SatanicBloodは公式フォーラムを通じて、家庭用ゲーム機での発売も考えており、M+区分にしてほしかったと語る一方で、M+区分にした場合、本作に期待していた者たちが失望するため、このレイティングでよかったとも語っている。
2015年1月29日、予約受付開始を告げる2つ目のトレーラーが公開された。このトレーラーには火炎放射といった武器や、処刑アニメーションが新しく公開された
本作の発売後、ディストラクティブ・クリエーションズは本作向けの開発ツールを提供したいという意向を明らかにした。
2015年6月末、ディストラクティブ・クリエーションズは、オーストラリア放送協会とのインタビューの中で、本作をアップデートして新機能を追加する旨を語ったが、この時点ではダウンロードコンテンツや続篇についての言及は行わなかった。
それから少し経った2015年9月10日、本作のダウンロードコンテンツの配信が開始された。

## 評価

### 発売前
トレーラーが公開された時、ゲーム情報メディアの間で物議をかもし、特に理不尽な暴力の描写に非難が集まった。
ゲーム批評サイト Goodgamers.usとのインタビューで、ディストラクティブ・クリエーションズのSzczepaniakは、「ゲームで繰り広げられる暴力と現実の暴力には大きな違いがある」と答えた。
ポリゴンのコリン・キャンベルは本作のプレスリリースを天才的なまでの憎悪だと評したほか、ポリゴンも本作のトレーラーをおぞましく 過激なまでに暴力的で見苦しいと評した。
PCマガジン（日本の同名の雑誌とは無関係）のデヴィッド・マーフィーは、「この超過激なシューティングゲームへの大反発は覚悟できている。ちゃんと発売されたらの話だが。」とし 、『マンハント』や『ポスタル』、『モータルコンバット』といった暴力表現で物議を醸してきたゲームと同じくらい本作も物議を醸すのではないかとしている 。
トレーラーの内容は本作が表現の自由に守られるべきかどうかという議論を巻き起こしたが、ポリゴンは何らかの規制を設けたほうがよいという意見は上がってないとしている。
雑誌フォーブスのPaul Tassiは、「『グランド・セフト・オート』シリーズや『Fallout』のように、プレイヤーが一般人を殺害することのゲームはこれまでにもあったが、これらのゲームでは一般人を殺害すると何らかのペナルティを課されるのに対し、ヘイトレッドは何のお咎めがないどころか、文字通りゲーム全体の根幹として成り立っている」と評している。
GameZone のMike Splechtaは、スクールシューティングなどの暴力事件が起きた際にコンピュータゲームの責任が問われるのに、なぜ今売り出してスケープゴートになろうとするのかと、疑問を投げかけた 。
ポリゴンのジャーナリストであるベン・クチェラは、本作のトレーラーは視聴者に衝撃を与えようとした点においては大失敗だが、90年代のショックカルチャーを再現させることができたとしている 。
これらの評価を受け、Jarosław Zielińskiは、「ポリティカ・コレクトネス、つまり我々がこう考えるべきだと教え込まれてきたものに反する作品と出くわしたときの業界の反応が見られたという点において、我々のショック作戦は大成功を収めた」としている。
公開のFacebook Likeで集った者たちが結成したポーランドの反イスラム組織 Polska Liga Obrony(Polish Defence League)との関係を問われた際、ディストラクティブ・クリエーションズはその団体を支援しておらず、全体主義には会社として反対しているとしつつも、このような評価を受け入れているとした。
Devastationと題された2つ目のトレーラーも同様の評価を受けており、ポリゴンは、「最初のトレーラーと同様悪意と皮肉に満ちている」と評した。
フォーブス、ガーディアン、en:Rock, Paper, Shotgun、 Kotakuは本作を大量殺人シミュレーターと評した。

### 発売後
発売後、本作には否定寄りの賛否両論が寄せられた。レビューサイトであるMetacritic では「一般的に好ましくない」という指標が出て、総合点は100点満点中45点だった。
GameSpotは、プレイヤーがピンチに陥った時ですらめりはりを感じなかったと評した。
ゲームライターのジム・スターリングも単調さについて触れており、「きっとさらに悪いことに、我々はひどく単調なゲームをつかまされたわけだ」と述べている 。
Rock, Paper, Shotgun は「何よりも、このゲームは衝撃的な作品として議論を巻き起こそうとして失敗した」と評している。
Destructoidも本作の単調さについて触れると同時に、発売時に技術的トラブルがあったことを指摘している 。
ガーディアンのRichard Cobbettは一連の騒動はゲーム自体よりもそれに対する嫌悪感が目立ったものであるとし、本作の完成版を「『ポスタル』の色彩に欠けた無個性の二番煎じ」と評した。
Game Informerも作品そのものを批判しており、「ディストラクティブ・クリエーションズはいつかこのツインスティックのシューティングゲームをよりよいものに作り替えるだろう」と締めくくった。
フリーライターBRZRKは、ファミ通に寄せた連載コラムの中で「サイドミッションの中にはグッとくるものがあった」と評価しつつも、は「白黒映像で暴力ものをやる点においては『シン・シティ』を目指しているのかもしれないが、操作性と視認性に欠けるため遊んでいてイライラする」と述べた。
また、「『ポスタル』はグラフィック上の制約があるものの自殺コマンドがあるおかげで、後続作品にブラックジョークが継承されている。その一方で、『ヘイトレッド』は遊んでいて何も残らない。」と『ポスタル』との違いにもふれ、「これにお金を払うぐらいなら古くても爽快感の強い作品で遊んだほうが良い」と締めくくった。
BRZRKのコラムの共同執筆者であるミル☆吉村も「ゲームのアートワークは優れている一方、設計からは『このようなものを入れたら良識派が怒るだろう』という反抗期の中学生のような勢いしか感じない」と述べ、「ハードワーク面においてもシナリオ面にしてもそれなりの予算をかけてなんとかしてほしい」としめくくった。
批判が目立つ中、Softpediaはゲームのテーマ上ツインスティック方式がふさわしいとし、「中心となるテーマを通じて面白さを体感できるツインスティック・シューティングゲームの佳作」と評した 。
批評家からは批判的な批評が目立った本作だが、Steam上では発売からまもなくベストセラーになるほどの売り上げを伸ばし、ユーザーからは好意的な評価が寄せられた。